# モナオ
モナオ（誕生年非公表2月5日 - ）は、日本の歌手。
血液型はAB型。神奈川県横浜市出身。神奈川県立柏陽高等学校卒業。明治学院大学経済学部卒業。レーベルはメロディーレコーズ、日本クラウン。
2013年8月28日唐沢亮からモナオに改名、同日にメロディーレコーズから「愛してもなお」が全国発売される。2014年USEN演歌歌謡曲チャート年間5位にランキング。

## 来歴・人物
2006年
- 唐沢亮「惜愛」でデビュー

2011年
- 11月11日 唐沢亮ミニアルバム「歌う門には福来る」発売

2013年
- 8月28日 唐沢亮からモナオに改名。メロディーレコーズから「愛してもなお」が全国発売。
- 8月よりFM戸塚の番組名が「モナオの歌う門には福来る」に変更。

2014年
- 10月よりFM戸塚（83.7MHz）「美希とモナオのごきげん歌謡曲」スタート
- 「愛してもなお」が、2014 年間 USEN HIT 演歌／歌謡曲ランキング[1]第5位獲得。

2015年
- 4月よりFM戸塚（83.7MHz）「モナオと奈々子のごきげん歌謡曲」スタート
- 4月よりFM小田原（78.7MHz）「愛してモナラジオ」スタート
- 5月13日 日本クラウンからモナオとマシュー「たぶん新宿」を全国発売（ディスクユニオン昭和歌謡館1日店長）
- 5月31日 テレビ東京「洋子の演歌一直線」ゲスト出演

2016年
- 1月よりFMおだわら（78.7MHz）「モナオとマシューのあとは野となれ山となれ」スタート
- 5月 モナオとマシュー1周年記念ライブ「たぶん新宿⁉︎絶対‼︎新宿」@dues 新宿
- 12月 デビュー10周年記念チャリティーコンサート「モナオ歌謡フェスティバル」@横浜・磯子公会堂（いそご地域活動ホームいぶき後援会主催）

2017年
- 4月よりFMはな（87.0MHz）「モナオとさゆり 歌のはな園」スタート

2018年
- モナオ改名5周年＆スナックルビー開店15周年歌の感謝祭！カラオケ大会 開催  スペシャルゲスト・パクジュニョン@金沢産業振興センター

2019年
- 4月よりFMはな（87.0MHz）「リンダとモナオのハッピーハーモニー」スタート

2020年
- 3月 YouTubeチャンネル「Monao Cafe」開設
- 10月 モナオ7周年無観客配信ライブ（ツイキャス）

2021年
- 4月より エフエム戸塚「モナオのごきげん歌謡曲」スタート

2022年
- 11月 ミニアルバム「モナオカバーコレクションvol.1」デジタルリリース

2023年
- 10月 ミニアルバム「モナオカバーコレクションvol.2」デジタルリリース

2025年
- 1月 ミニアルバム「モナオカバーコレクションvol.3」デジタルリリース

## ディスコグラフィー

### シングル
2013年（平成25年）
- 愛してもなお/オホーツク男哀歌（全4曲、8月28日、新録音）

1. 愛してもなお（作詞・曲：ひらくらかつみ／編曲：Dr.HB）
2. オホーツク男哀歌（作詞・作編曲：南谷龍）
3. 愛してもなお（オリジナル・カラオケ）
4. オホーツク男哀歌（オリジナル・カラオケ）

2015年（平成27年）
- たぶん新宿  モナオとマシュー／別れてもなお  モナオ（5月13日発売）

1. たぶん新宿（作詞：相田毅／作曲：相田毅、山口誠／編曲：伊戸のりお）
2. 別れてもなお（作詞・作曲：ひらくらかつみ／編曲：松浦有希）
3. たぶん新宿（オリジナル・カラオケ）
4. たぶん新宿（女性用カラオケ）
5. たぶん新宿（男性用カラオケ）
6. 別れてもなお（オリジナル・カラオケ）

### ミニアルバム
2022年（令和4年）
- モナオカバーコレクションvol.1＜配信限定＞（11月30日発売）

1. 赤い風船（作詞：安井かずみ／作曲：筒美京平／オリジナル：浅田美代子／ギター演奏・田村暁）
2. 曼珠沙華（作詞：阿木燿子／作曲：宇崎竜童／オリジナル：山口百恵／ギター演奏・田村暁）
3. 青い瞳のステラ、1962年夏…（作詞：水甫杜司／作曲：上綱克彦／オリジナル：柳ジョージとレイニーウッド／ギター演奏・田村暁）
4. センチメンタル東京セレナーデ（作詞・曲：ひらくらかつみ／編曲：Dr.HB／オリジナル・ひらくらかつみ／唐沢亮の「愛してもなお」のカップリング曲）

2023年（令和5年）
- モナオカバーコレクションvol.2＜配信限定＞（10月27日発売）

1. 神田川（作詞：喜多条忠／作曲：南こうせつ／オリジナル：かぐや姫／ギター演奏・田村暁）
2. 泣かせて（作詞曲：小椋佳／オリジナル：研ナオコ／ギター演奏・田村暁）
3. グリーングリーン（作詞曲：バリー・マクガイア、ランディ・スパークス／オリジナル：ニュー・クリスティ・ミンストレルズ／日本語訳：片岡輝／ギター演奏・田村暁）
4. イフ（作詞：倉田二朗／作曲：南谷龍／オリジナル・唐沢亮／ギター演奏・田村暁）

2025年（令和7年）
- モナオカバーコレクションvol.3＜配信限定＞（1月10日発売）

1. ブルー（作詞曲：渡辺真知子／オリジナル：渡辺真知子／ギター演奏・田村暁）
2. 化粧（作詞／作曲：中島みゆき／オリジナル：中島みゆき／ギター演奏・田村暁）
3. なごり雪（作詞曲：伊勢正三／オリジナル：かぐや姫／ギター演奏・田村暁）
4. 笑ってサンバ（作詞：倉田二朗／作曲：南谷龍／オリジナル・唐沢亮）
5. （ボーナストラック）ハピハピバースデー（作詞：MONAO／作曲：NAOMI）

## 出演

### テレビ
| 放送局     | 番組名           | 放送日時                  |
| ---------- | ---------------- | ------------------------- |
| テレビ東京 | 洋子の演歌一直線 | 2015年5月31日 6:00 - 6:30 |

### ラジオ
| 放送局                   | 番組名                                   | 放送時間 | 放送期間                       |
| ------------------------ | ---------------------------------------- | --- | ------------------------------ |
| エフエム戸塚             | 唐沢亮の歌う門には福来る                 | 第一・第三水曜日 9:00 - 9:55/第一・第三土曜日 22:00 - 22:55(再) | 2012年4月3日 - 2013年8月27日   |
| エフエム戸塚             | モナオの歌う門には福来る                 | 第一・第三水曜日 9:00 - 9:55/第一・第三土曜日 22:00 - 22:55(再) | 2013年9月3日 - 2015年3月21日   |
| エフエム戸塚             | 美希とモナオのごきげん歌謡曲             | 第二・第四水曜日 9:00 - 9:55/第二・第四土曜日 22:00 - 22:55(再) | 2014年10月8日 - 2015年3月28日  |
| エフエム戸塚             | モナオと奈々子のごきげん歌謡曲           | 2015年4月から第二・第四水曜日 9:00 - 9:55/その次の土曜日 22:00 - 22:55(再) 2018年4月から第二・第四水曜日 10:00 - 10:55/14:00 - 14:55(再)/ その次の日曜日 19:00 - 19:55(再) 2020年4月から毎週金曜日 19:00-19:30/毎週日曜日 22:30-23:00(再) 2020年10月から毎週金曜日 19:00-20:00 | 2015年4月8日 - 2021年3月26日   |
| エフエム戸塚             | モナオのごきげん歌謡曲                   | 毎週金曜日 19:00 - 20:00 | 2021年4月2日 -                 |
| FM小田原                 | 愛してモナラジオ                         | 第四日曜日 24:00 - 25:00/第四日曜日 24:00 - 25:00(再) | 2015年4月26日 - 2015年12月27日 |
| FM小田原                 | モナオとマシューのあとは野となれ山となれ | 第一・第三火曜日 25:00 - 25:30/第一・第三木曜日 21:00 - 21:30(再) | 2016年1月5日 - 2017年3月23日   |
| FMはな(FMなかしべつ放送) | モナオとさゆり 歌のはな園                | 2017年4月から第一・第三日曜日 21:00 - 21:30/第二・第四土曜日 23:00 - 23:30(再) 2018年6月から第一・第三日曜日 21:00 - 21:30/第二・第四日曜日 21:00 - 21:30(再) | 2017年4月2日 - 2019年3月24日   |
| FMはな(FMなかしべつ放送) | リンダとモナオのハッピーハーモニー       | 毎週日曜21:00〜21:30（第一・第三日曜更新） | 2019年4月7日 -                 |